# (65) Cybele
(65) Cybele – planetoida należąca do zewnętrznej części pasa głównego planetoid.

## Odkrycie i nazwa
Planetoida ta została odkryta 8 marca 1861 roku przez Wilhelma Templa z obserwatorium w Marsylii. Nazwa jej pochodzi od imienia Kybele, frygijskiej bogini płodności, urodzaju i wiosny. Pierwotnie otrzymała nazwę Maximiliana na cześć króla Bawarii Maksymiliana II, lecz zmieniono ją po proteście kilku astronomów, gdyż nie wywodziła się z klasycznej mitologii.

## Orbita
(65) Cybele okrąża Słońce w ciągu 6 lat i 138 dni w średniej odległości 3,44 au, po orbicie o mimośrodzie 0,11.

## Właściwości fizyczne
(65) Cybele ma średnicę 237 km. Jej jasność absolutna to 6,62m, albedo zaś jest bardzo niskie i wynosi 0,07. Średnia temperatura na powierzchni planetoidy to ok. 150 K. Należy ona do planetoid typu P.
Jest drugą, na której powierzchni odkryto występowanie lodu wodnego i substancji organicznych.

## Prawdopodobny satelita
Prawdopodobnie planetoida ta posiada naturalnego satelitę oznaczonego tymczasowo S/1979 (65) 1. Po raz pierwszy był on pośrednio zaobserwowany przez radzieckich astronomów 17 października 1979 roku podczas zakrycia jednej z gwiazd (AGK3 +19 599) przez (65) Cybele, podczas którego dokonano dokładnego obliczenia średnicy tej asteroidy. Dodatkowo zaobserwowano drugie, krótsze zaćmienie, które dało możliwość wysunięcia przypuszczenia o istnieniu księżyca. Miałby on rozmiary 11 km i krążyłby w średniej odległości około 917 km.